# Castillo del Moro
El Castillo del Moro, conocido también como el Castillo de Amón o Casa del Moro, es un edificio ubicado en la ciudad de San José, Costa Rica. Construido en 1930 por encargo de su dueño, el español Anastasio Herrero Vitoria, es obra del arquitecto de origen catalán Gerardo Rovira y del maestro de obras de origen croata Pasko Hilje. Se encuentra localizado en el distrito de El Carmen, concretamente en el histórico Barrio Amón, una de las zonas residenciales más importantes de esta ciudad durante el siglo XIX y parte del siglo XX. Fue residencia de monseñor Carlos Humberto Rodríguez Quirós, arzobispo de San José entre 1960 y 1978. Destaca por su exótica arquitectura de influencia neomudéjar, de gran belleza por los exquisitos detalles de su ornamentación, razones por las cuales el Castillo del Moro es patrimonio histórico-arquitectónico de Costa Rica desde el año 2000.
El Castillo del Moro es una vivienda de dos pisos, ubicada en un importante eje de acceso a la ciudad de San José. Es llamado de esa forma ya que su construcción recuerda una pequeña fortaleza mudéjar. Su infraestructura incorpora elementos arabescos, como arcos de medio punto, decorados moriscos en los remates de los muros y las ventanas, filigranas en relieve, cerámicas, ménsulas y mosaicos españoles, y gárgolas en las cornisas exteriores. Posee una torre exterior con una cúpula de bronce y un patio interno como comedor central, rodeado de columnas y arcos, y con una fuente en el medio. En su interior hay varios aposentos y habitaciones espaciosas con paredes de ladrillo repellado y alrededor de mil azulejos que representan distintas escenas de El Quijote de Miguel de Cervantes y varias reproducciones de pinturas de Francisco Goya, así como los escudos de Costa Rica y de España, escudos de las regiones españolas y de las provincias de Costa Rica. En la actualidad, es una residencia privada.